# کنسرت برای صلح
کنسرت برای صلح با نام اصلی Muslim Live8 کنسرتی از سامی یوسف خواننده و نوازنده ایرانی الاصل اهل بریتانیا است که در ۲۱ اکتبر سال ۲۰۰۷ در ورزشگاه ویمبلی آرنا انگستان برگزار شد که اصلی‌ترین شخص این واقعه مهم سامی یوسف بود. در این کنسرت که بیش از ۱۰۰۰۰ شرکت‌کننده حضور داشت، گروه موسیقی اوتلندیش از دانمارک، کریم سلما از آمریکا، سوند ریسون از کانادا و حمزه رابرتسون از انگلستان شرکت داشتند.

## هدف و توضیحات کنسرت
این کنسرت با هدف کمک مسلمانان به قربانیان درگیری‌های خونین دارفور در انگلستان برگزار شد. در این کنسرت سروده‌هایی در رابطه با آموزه‌های اسلام دربارهٔ اتحاد و کمک به دیگران خوانده شد. سامی یوسف دربارهٔ این کنسرت گفته است: 
این کنسرت حقیقتاً چیز به یادماندنی و عظیمی است که پیش از این هرگز انجام نشده بود، این فرصتی بزرگ برای مسلمانان انگلستان است که در رابطه فاجعه دارفور کاری انجام دهند. ... انتظار می‌رود بیش از ۱۲ هزار نفر از این کنسرت استقبال کنند که درآمدهای بدست آمده از این چند شب اجرا همگی صرف کمک به مردم آسیب دیده دارفور خواهد شد.
سامی یوسف در ادامه اظهار امیدواری کرد که این کنسرت علاوه بر کمک به مسلمانان، بتواند با پدیده اسلام‌ستیزی در رسانه‌های غربی مبارزه نماید.
این کنسرت توسط مؤسسهٔ آواکنینگ و مؤسسه خیریه اسلامیک رلیف برگزار شد. مضمون اصلی این کنسرت فاجعه دارفور بود که روزانه تعداد زیادی از مردم به علت درگیری‌های محلی جان خود را در آن از دست می‌دادند. درآمد حاصل از این کنسرت، که به بیش از ۲٫۲ میلیون پوند بالغ گردید، تماماً به مؤسسه خیریه برای کمک به دارفور اهدا شد.

## ترانه‌های اجرا شده
1. 1. «ترانه‌های اجرا شده:»
2. «Opening titles»
3. «Intro»
4. «Ya Mustafa»
5. «Make A Prayer»
6. «Who Is The Loved One»
7. «Eid Song»
8. «My Ummah»
9. «Mother»
10. «Ya Rasulallah»
11. «I've Seen (featuring Outlandish)»
12. «Try Not To Cry (featuring Outlandish)»
13. «Santoor & Tombak»
14. «Muhammad Part 2»
15. «Hasbi Rabbi»
16. «Allahu»
17. «Al-Mu'allim»
18. «End credits»